# Lewis Mumford
Lewis Mumford, född 19 oktober 1895 i Flushing i Queens, New York, död 26 januari 1990 i Amenia, New York, var en amerikansk sociolog och filosof.

## Biografi
Mumford skrev ett stort antal kulturkritiska studier. I boken Stadskultur tecknade han den västerländska stadens utveckling från de medeltida stadsbildningarna till den moderna "själlösa" industristaden, som han menade kännetecknas av ett socialt sönderfall. Han analyserade också den industriella kulturens teknikberoende. Mumford varnade för ett teknokratiskt samhälle där människorna blir teknikens slavar (t.ex. i boken Teknik och civilisation). Samtidigt ville Mumford hitta nya vägar för mänskligheten att skapa ett humanistiskt samhälle, där människan åter behärskar tekniken. Hans böcker har haft betydelse för den europeiska miljödebatten.
Mumfords idéer fick inflytande över stadsplanering. Bland annat sågs Culture of Cities (1938) av stadsbyggnadsborgarrådet Yngve Larsson som en av de främsta inspirationskällorna för Stockholms stadsplanering (jämte verk av Patrick Abercrombie och Clarence Stein).